# National Park (Nueva Jersey)
National Park es un borough ubicado en el condado de Gloucester en el estado estadounidense de Nueva Jersey. En el año 2010 tenía una población de 3.036 habitantes y una densidad poblacional de 820,54 personas por km².

## Geografía
National Park se encuentra ubicado en las coordenadas 39°52′05″N 75°11′09″O / 39.86806, -75.18583.

## Demografía
Según la Oficina del Censo en 2000 los ingresos medios por hogar en la localidad eran de $48,534 y los ingresos medios por familia eran $51,535. Los hombres tenían unos ingresos medios de $35,102 frente a los $27,398 para las mujeres. La renta per cápita para la localidad era de $18,048. Alrededor del 7.6% de la población estaba por debajo del umbral de pobreza.